# Домингес, Николас Мартин
Николас Мартин Домингес (исп. Nicolás Martín Domínguez; род. 28 июня 1998[…], Аэдо, Буэнос-Айрес) — аргентинский футболист, полузащитник клуба «Ноттингем Форест» и сборной Аргентины.

## Биография
Домингес — воспитанник клуба «Велес Сарсфилд». 10 марта 2017 года в матче против «Эстудиантеса» он дебютировал в аргентинской Примере. 3 июня в поединке против «Тигре» Николас забил свой первый гол за «Велес Сарсфилд».
30 августа 2019 года он подписал контракт с итальянским клубом «Болонья» и был отдан в аренду в «Велес Сарсфилд» на оставшуюся часть 2019 года. 12 января 2020 года Домингес дебютировал за «Болонью», выйдя на замену в матче против «Торино».
1 сентября 2023 года Домингес подписал пятилетний контракт с английским клубом «Ноттингем Форест».

## Достижения
Сборная Аргентины
- Победитель Кубка Америки по футболу: 2021